# Frédéric Soulié
Frédéric Soulié (Foix, França, 23 de desembre de 1800 — Bièvres, França, 23 de setembre de 1847) és un novel·lista i dramaturg francès.

## Biografia
Frédéric Soulié va viure en diverses ciutats abans d'anar estudiar dret a París. Allà, s'introduí en diverses activitats polítiques i es va veure obligat a deixar els estudis de París per acabar-los a Rennes. Llavors va entrar a treballar a l'administració, a Laval.
Però, el 1824, va dimitir per tornar a París. Atret per la literatura, començà a publicar alguns poemes i trobà una feina de director d'una serradora que li va permetre assegurar la seva subsistència.
El 1828, va fixar-se per una traducció de Romeu i Julieta, interpretada a l'Teatre de l'Odéon (París). Tanmateix, a l'octubre de 1829, la seva primera obra teatral Christine a Fontainebleau, presentada en plena baralla entre el novel·lanticisme i el classicisme, va rebre una acollida almenys hostil per part d'aquests últims. Es feu periodista, i publicà notícies.
L'èxit arribà el 1832 amb una obra teatral, Clothilde, i una novel·la, Les Deux Cadavres (Els dos cadàvers). Publicà llavors moltes novel·les, notícies i obres teatrals.
La seva obra més coneguda és Les Memòries del Diable.
Va finar el 23 de setembre de 1847 a Bièvres i va ser enterrat al Cementiri de Père-Lachaise.

## Obra parcial
- Christine à Fontainebleau, teatre, 1829
- Clothilde, teatre, 1832
- Les Deux Cadavres, novel·la, 1832
- Le Comte de Toulouse, novel·la, 1835
- Le Vicomte de Béziers, novel·la, 1835
- Sathaniel, novel·la, 1837
- Les Mémoires du diable, novel·la, 1837-1838
- Diane de Chivry, teatre, 1839
- Le Lion amoureux, novel·la, 1841
- La Closerie des genêts, teatre, 1846